# 新圩镇 (兴宁市)
新圩镇是中华人民共和国广东省梅州市兴宁市下辖的一个乡镇级行政单位。，位於興寧南部，東接梅縣，南鄰五華。距離市區21公里。全鎮總面積118平方公里，人口4萬2千多人。下轄19個行政村和1個居委會。

## 行政区划
新圩镇下辖以下地区：
新圩社区、民新村、大村、茶星村、步东村、双头村、曹田村、官峰村、寨塘村、船添村、新北村、新丰村、新里村、里湖村、崇上村、石崖村、莲塘村、蓝布村、蓝二村和虎洞村。